# Dobersdorf (Walzen)
Dobersdorf (polnisch Dobieszowice) ist ein Ort in der Gemeinde Walzen im Powiat Krapkowicki der Woiwodschaft Opole (Oppeln).

## Geographie

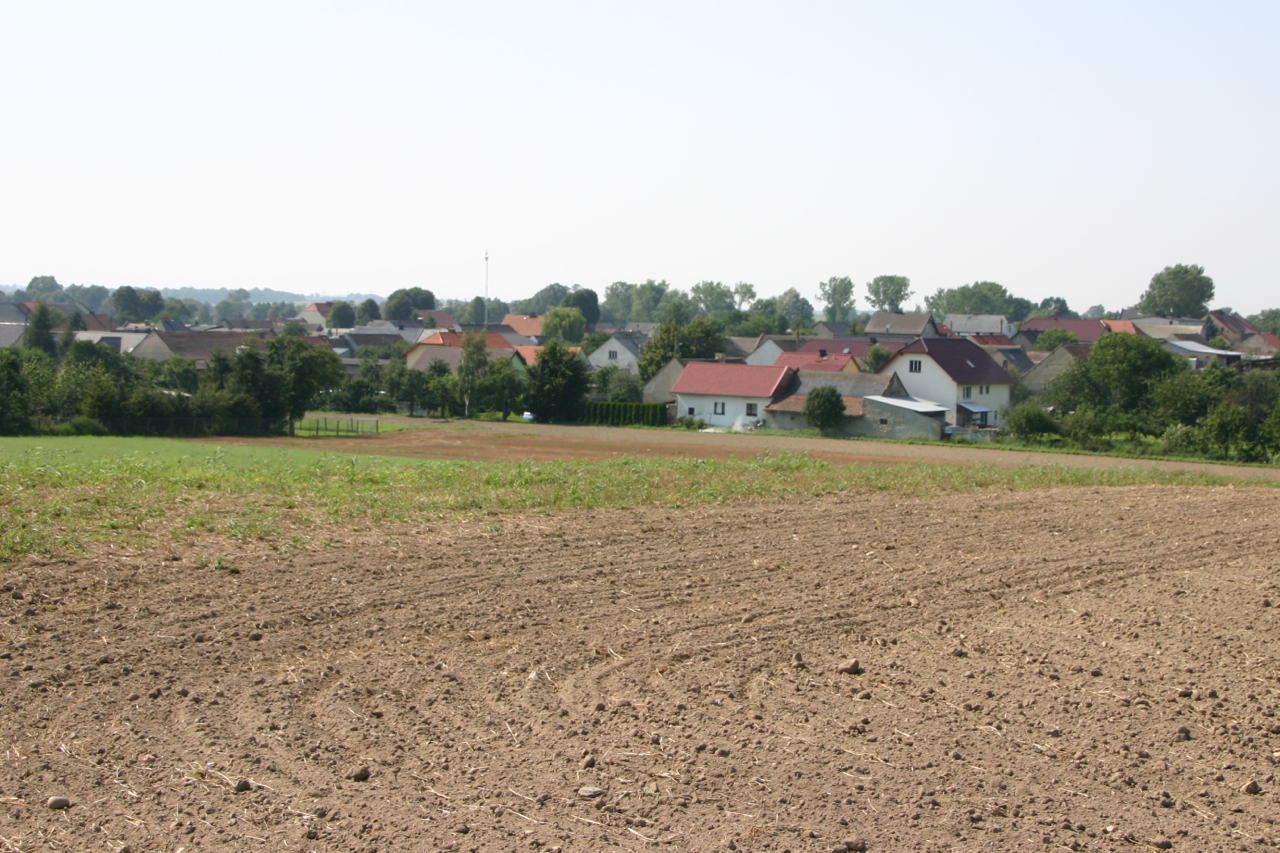
Blick über Dobersdorf

Das Angerdorf Dobersdorf liegt zwei Kilometer südöstlich von Walzen, 13 Kilometer südlich von Krapkowice (Krappitz) und 35 Kilometer südlich von Oppeln in der Nizina Śląska (Schlesische Tiefebene). Westlich des Dorfes fließt die Straduna.
Nachbarorte von Dobersdorf sind im Nordwesten Walzen (Walce) und im Südwesten Malkowitz (Małkowice).

## Geschichte

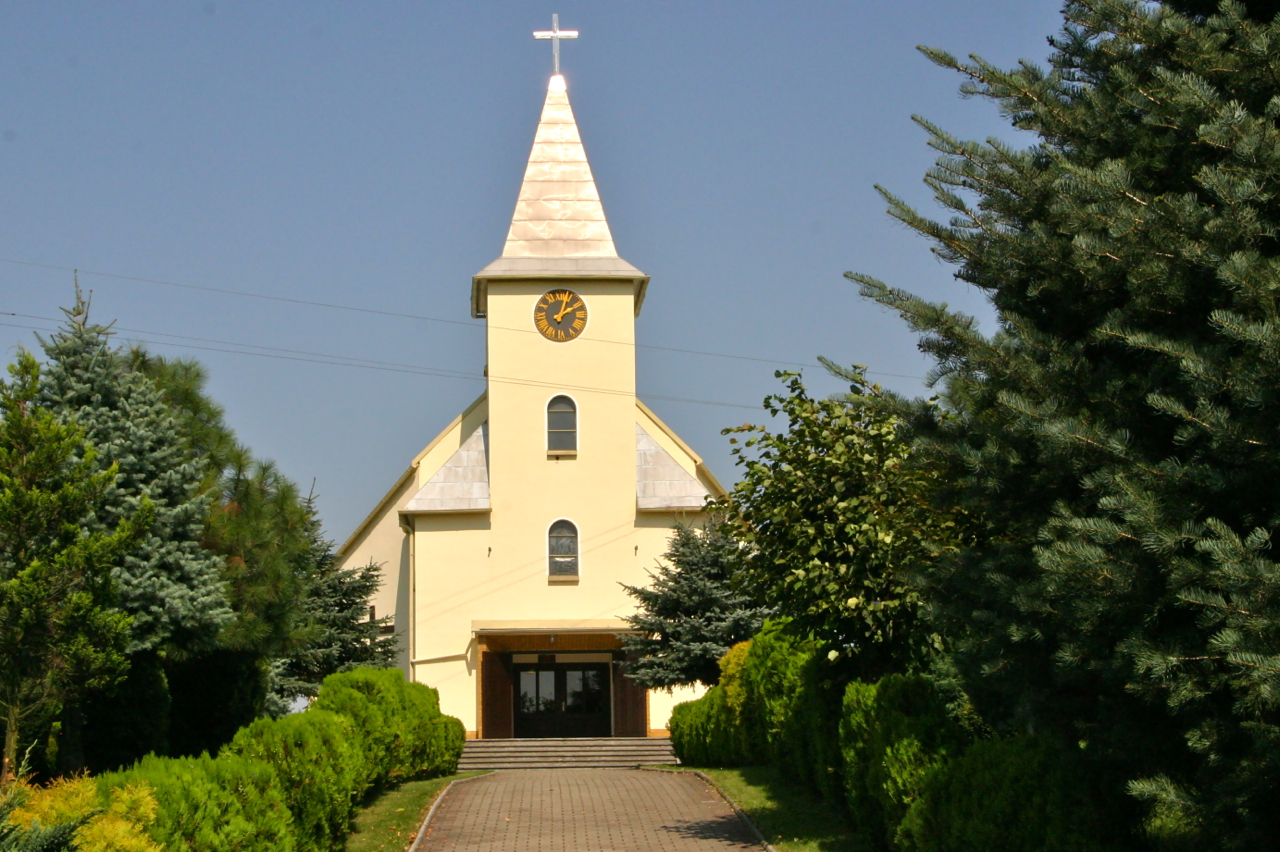
Herz-Jesu-Kirche

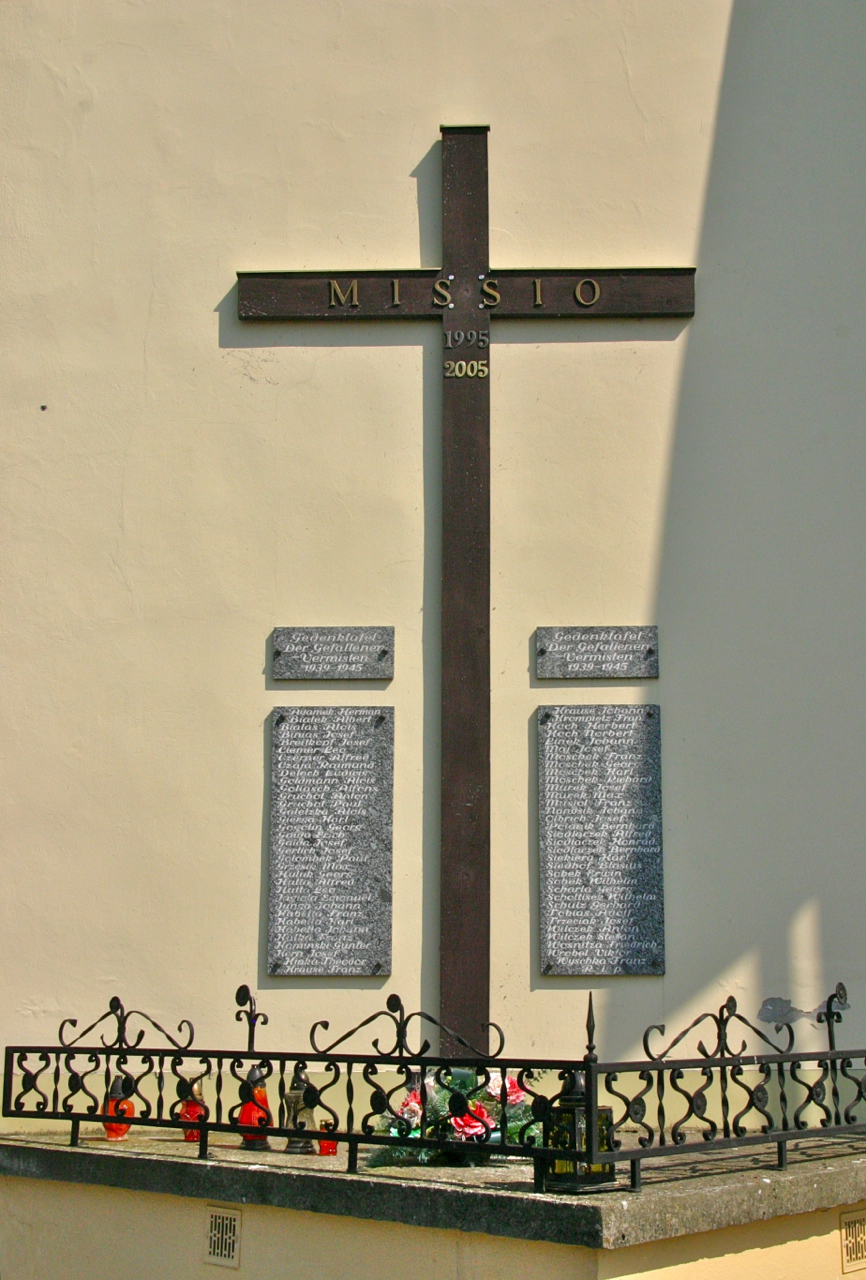
Gefallenendenkmal

Dobersdorf wurde 1267 erstmals urkundlich als „Dobreschiezi“ erwähnt. 1532 erfolgte eine Erwähnung als Dobeschowitze.
Nach der Neuorganisation der Provinz Schlesien gehörte die Landgemeinde Dobersdorf ab 1818 zum Landkreis Neustadt O.S., mit dem es bis 1945 verbunden blieb. 1845 bestanden im Ort ein Vorwerk, eine katholische Schule, zwei Wassermühlen, ein Wirtshaus, eine Schmiede, eine Getreidehandlung und 75 Häuser. Im gleichen Jahr lebten in Dobersdorf 538 Einwohner, davon einer evangelisch. 1861 zählte Dobersdorf 576 Einwohner, 18 Bauern, 23 Gärtner und 30 Häusler, zudem bestand eine Brennerei. Die katholische Schule wurde im gleichen Jahr von 82 Schülern besucht. 1874 wurde der Amtsbezirk Schobersfelde gegründet, dem die Landgemeinden Dobersdorf und Broschütz (1936 umbenannt in Schobersfelde), Grocholub (1936 umbenannt in Erbersdorf) und Kramelau und die Gutsbezirke Broschütz und Grocholub eingegliedert wurden.
Bei der Volksabstimmung in Oberschlesien am 20. März 1921 stimmten 304 Wahlberechtigte für einen Verbleib bei Deutschland und 85 für Polen. Dobersdorf verblieb beim Deutschen Reich. 1933 lebten im Ort 796 Einwohner. 1939 hatte der Ort 798 Einwohner.
Als Folge des Zweiten Weltkriegs fiel Schobersfelde 1945 zusammen mit dem größten Teil Schlesiens an Polen. Nachfolgend wurde es in Dobieszowice umbenannt und der Woiwodschaft Schlesien angeschlossen. Die deutsche Bevölkerung wurde von den polnischen Verwaltungsbehörden weitgehend vertrieben. Die neu angesiedelten Bewohner waren teilweise Zwangsumgesiedelte aus Ostpolen, das an die Sowjetunion gefallen war. Nachfolgend wurde es in Dobieszowice umbenannt. 
1950 wurde Dobieszowice der Woiwodschaft Opole eingegliedert. Seit 1999 gehört es zum Powiat Krapkowicki. Am 4. April 2006 wurde in der Gemeinde Walzen, der Dobersdorf angehört, Deutsch als zweite Amtssprache eingeführt; am 3. Juni 2009 erhielt der Ort zusätzlich den amtlichen deutschen Ortsnamen Dobersdorf.

## Sehenswürdigkeiten
- Das Schloss Dobersdorf (Dwór w Dobieszowicach) wurde in der zweiten Hälfte des 19. Jahrhunderts im neogotischen Stil erbaut.[7]
- Römisch-katholische Herz-Jesu-Kirche (Kościół Najświętszego Serca Pana Jezusa)
- Historischer Speicher
- Denkmal für die Gefallenen beider Weltkriege
- Steinerne Wegekapelle
- Steinernes Wegekreuz

## Vereine
- Deutscher Freundschaftskreis
- Freiwillige Feuerwehr OSP Dobieszowice

## Anmerkung
Dieses Dorf ist nicht zu verwechseln mit Dobersdorf im Landkreis Leobschütz, einer circa 24 Kilometer entfernt gelegenen Ortschaft im ehemaligen Landkreis Leobschütz, heute Dobieszów im Powiat Głubczycki, Polen.